# Grigorij Tjukhraj
Grigorij Tjukhraj (russisk: Григо́рий Нау́мович Чухра́й) (født 23. maj 1921 i Melitopol i det Ukraine, død 28. oktober 2001 i Moskva i Rusland) var en sovjetisk filminstruktør og manuskriptforfatter.
Tjukhrajs opnåede stor kunstnerisk succes og mange af hans film blev distribueret i Vesten. Hans film Historien om en soldat modtog i 1961 en Bodil for bedste ikke amerikanske film, ligesom filmen ved den 34. Oscaruddeling, der fandt sted i 1962, blev nomineret til en Oscar for bedste originale manuskript.

## Filmografi
- Den een og fyrretyvende (Сорок первый, 1956)[1][2]
- Historien om en soldat (Баллада о солдате, 1959)
- Den rene himmel (Чистое небо, 1961)
- Der var engang en gammel mand og en gammel kone (Жили-были старик со старухой, 1965)
- Trjasina (Трясина, 1977)
- Zjizn prekrasna (Жизнь прекрасна, 1979)